# Musée du sport d'Aruba
Le musée du sport d'Aruba est un musée situé à Oranjestad, à Aruba, une île néerlandaise de la mer des Caraïbes.

## Collections
Le musée du sport d'Aruba présente les réalisations et les exploits d'athlètes originaires d'Aruba. Il est dédié à Francisco Chirino.